# Carl Linroth
Carl Linroth, född 22 augusti 1712 på Alkvättern, död 5 april 1792 på Säby, var en svensk militär och godsägare.
Han var son till Claes Linderoth, adlad Linroth, (1660-1726) och Sara Ehrenpreus (1673-1746) samt dotterson till överinspektören Hans Ehrenpreus (1636-1711). Linroth var från 1744 gift med Brita Maria Åkerhielm (1726-1778), som var dotter till  överstemarskalken Samuel Åkerhielm. Paret fick elva barn. 
Linroth blev student vid Uppsala universitet 1725 och volontär vid livgardet 1730 där han blev rustmästare samma år. Han blev fänrik vid Närkes och Värmlands regemente 1732 och löjtnant där 1740. Linroth blev kapten 1741 och major i armén 1751 samt major vid Jämtlands regemente 1753-09-17. Han erhöll avsked med överstes karaktär 1753. Som militär medverkade han i finska kriget på 1740-talet. Han blev riddare av Svärdsorden 1748. Linroth är begraven på Visnums kyrkogård.